# أمريكا والإبادة الجماعية للأرمن عام 1915
كتاب أمريكا والإبادة الجماعية للأرمن عام 1915 هو كتاب واقعي لعام 2003 تم تحريره بواسطة جاي فينتر ونشرته مطبعة جامعة كامبريدج.

## روابط خارجية
- أمريكا والإبادة الجماعية للأرمن عام 1915 - نسخة عبر الإنترنت في مطبعة جامعة كامبريدج (الوصول مقيد)